# 179413 Stevekahn
179413 Stevekahn è un asteroide della fascia principale. Scoperto nel 2001, presenta un'orbita caratterizzata da un semiasse maggiore pari a 3,0710151 au e da un'eccentricità di 0,3221507, inclinata di 17,83573° rispetto all'eclittica.